# Prótese dentária fixa
De acordo com o Glossário de termos de Prótese Dentária, a Prótese Dentária Fixa é a área que lida com a reposição e/ou restauração de dentes através com a de substitutos artificiais que não são prontamente removidos da boca. 